# José Maria Ferreira
José Maria Ferreira, mais conhecido como Zé Maria (Uraí, 21 de julho de 1951), é um político brasileiro filiado ao Partido Social Democrático (PSD). Possui formação em Administração de empresa pela Universidade Estadual de Londrina (UEL). Foi Prefeito de Ibiporã por quatro mandatos e Deputado Estadual do Paraná por três mandatos.

## Biografia
Zé Maria nasceu em 21 de julho de 1951 no distrito de Serra Morena, Uraí-PR, filho de José Apolinário Ferreira e Maria José de Paula Ferreira. Primogênito de cinco filhos, passou a infância e parte da adolescência em Uraí, mas foi radicado em Ibiporã, cidade para a qual a família se mudou em 1966 buscando melhores condições de acesso à escola.
Em Ibiporã, Zé Maria concluiu o ensino fundamental e fez o curso técnico de Contabilidade. Em seguida, formou-se em Administração pela Universidade Estadual de Londrina (UEL), onde também fez pós-graduação.
É casado com Eliana Eik Borges Ferreira, professora na UEL, com quem tem três filhos: Rafael, Felipe e Lucas.

## Vida Pública
Em 1976, 10 anos depois de se mudar para Ibiporã, foi eleito Vereador do município, tornando-se o vereador e o presidente da Câmara mais jovem da história da cidade com apenas 25 anos.
Assumiu o mandato de Prefeito de Ibiporã pela primeira vez em 1988. Durante os quatro anos, trabalhou com a pavimentação de diversas ruas, como a Avenida dos Estudantes, e das marginais, atuou nas interligações dos conjuntos e bairros como forma de melhorar o deslocamento dentro da cidade e também estruturou e ampliou o patrimônio da Prefeitura, pois entendia que uma coletividade precisaria gerar trabalho para oferecer dignidade ao cidadão. Investiu nas áreas de saúde, educação, saneamento básico, habitação, urbanização, assistência a criança e ao idoso. Implementou vários parques industriais, que geraram centenas postos de trabalho.
Em 1994, Zé Maria foi eleito deputado estadual se manteve na Assembleia Legislativa até  2006. Durante esse período, lutou contra a venda da Copel e contra a forma de cobrança dos pedágios do Estado do Paraná, pois entendia que o contrato beneficiava as concessionárias em detrimento do interesse público. Aprovou projeto de leis de sua autoria que beneficiaram a saúde publica, a educação e o transporte escolar.
Concorreu à reeleição de deputado estadual em 2006 e recebeu 21.473, número que possibilitaria a eleição em qualquer outro partido, mas não no PMDB.
Dois anos depois, Zé Maria se candidatou à Prefeitura de Ibiporã. Foi eleito com 16.670 votos e reeleito em 2012 com 19.999 votos. Ocupou o cargo até 2016, cumprindo dois mandatos.
Durante os oito anos, construiu casas populares, Unidades Básicas de Saúde, cinco novos Centro Municipais de Educação Infantil, duas escolas municipais e o Centro de Referência em Assistência Social (CRAS), reformou, bem como construiu novos ginásios de esporte e quadras cobertas. Também foram instaladas as Academias da Terceira Idade (ATI) em várias regiões da cidade.

O ex-prefeito de Ibiporã, José Maria Ferreira (PSD), e o ex-secretário municipal de Finanças, José Aparecido de Abreu (PSC), foram condenados por improbidade administrativa. A juíza Sonia Leifa Yeh Fuzinato determinou a perda das funções públicas e a suspensão dos direitos políticos por cinco anos. A condenação decorre de irregularidades em uma licitação realizada em 2011.
Reformou e ampliou todas as Unidades Básicas de Saúde, 24 instituições municipais de ensino e o Terminal Rodoviário. Investiu em tecnologia na área da educação, equipando os prédios com lousas digitais. Também trabalhou em prol das comunidades mais necessitadas. Apesar de todos os feitos, o destaque da sua administração foi o fortalecimento da economia do município, resultando na geração de novos postos de trabalho no município. Foram criados espaços próprios para o desenvolvimento industrial, como o Condomínio Empresarial de Ibiporã e o Parque Industrial Nenê Favoretto. Sua política industrial atraiu cerca de 50 novas plantas industriais e fez de Ibiporã a cidade que mais cresceu entre as 50 maiores economias do Paraná no período de 2010 a 2015.